# Jaime Martín (historietista)
Jaime Martín (Hospitalet de Llobregat, Barcelona, 29 de julio de 1966) es un historietista e ilustrador español.

## Biografía
Ha vivido la mayor parte de su vida en Hospitalet de Llobregat. Inició su trayectoria profesional en 1985 en las revistas humorísticas que por entonces editaba Josep María Beà en su sello Intermagen: Caníbal y Bichos. También publicó en Humor a Tope de Editorial Norma entre 1986 y 1990 y en Pulgarcito de Ediciones B en 1987.
A partir de 1987 se convirtió en un colaborador regular de la revista El Víbora de Ediciones La Cúpula, realizando series de temática costumbrista con guion de Alfredo Pons como parte del colectivo Studio La Omertá. Bajo la misma editorial publicó su primera obra propia, Sangre de barrio (1989-2005), cuya primera entrega obtuvo el premio al autor revelación en el Salón Internacional del Cómic de Barcelona de 1990. También dibujó Los primos del parque (1991-1992), La memoria oscura (1994-1995) e Infierno (1996). Todas estas obras, publicadas tanto en formato serie como en tomo recopilatorio, se caracterizan por su punto de vista autobiográfico y por un componente de crítica social.
En 2003 conoció a Paco Camarasa Pina, editor de Edicions de Ponent, cuyo sello publicó su álbum Invisible (2004).
Después del cierre de El Víbora, y al no encontrar otros editores en España, ha publicado todos sus trabajos en el mercado franco-belga. Sus dos primeras obras, editadas originalmente en francés por Dupuis y en España por Norma Editorial, fueron la historieta de terror Lo que el viento trae (2007) y la novela gráfica Todo el polvo del camino (2010), ambas con guion del brasileño Wander Antunes.
En la década de 2010 publicó una trilogía autobiográfica que tuvo buena acogida entre la crítica especializada. El primer título, Las guerras silenciosas (2014), describe el servicio militar de su padre en Ifni y fue nominado al mejor álbum en el Festival de Angulema. El segundo título, Jamás tendré 20 años (2016), está basado en la vida de sus abuelos maternos durante la guerra civil española y la dictadura franquista, y obtuvo el premio al mejor álbum nacional en el Salón del Cómic de Barcelona. Y el tercer título de la saga, Siempre tendremos 20 años (2020), trata sobre la vida del propio Martín y de su generación en la España de los años 1980.
Al margen de su obra, trabaja como profesor en la Escuela Joso de Barcelona.